# فانتاس جيرفي
فانتاس جيرفي هي بحيرة متوسطة الحجم تقع في منطقة مستجمعات المياه الرئيسي كيميوكي. وهي موجودة في مدينة روفانييمي في منطقة إقليم لابي (فنلندا) في فنلندا.